# Operace Reinhard

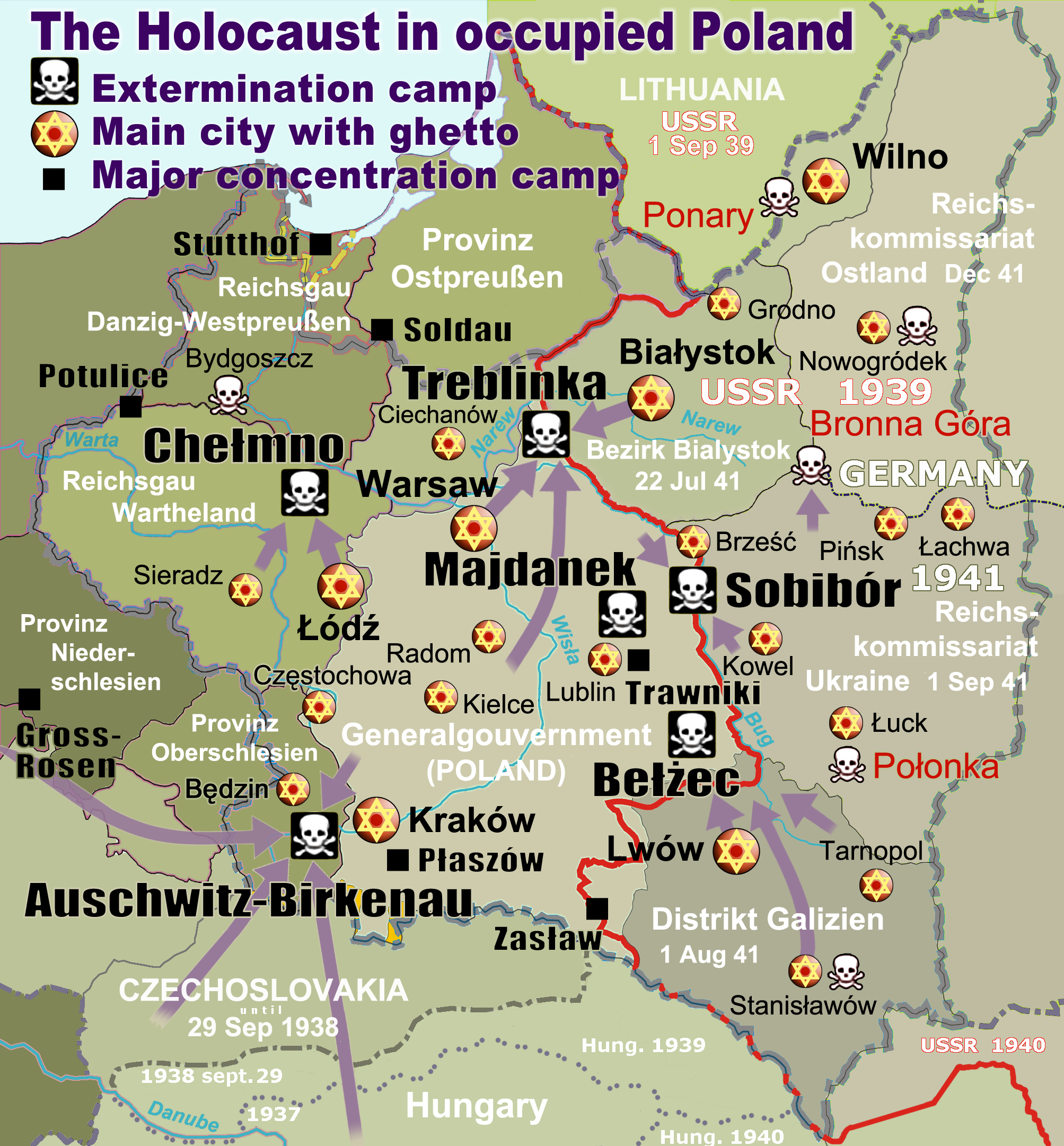
Rozmístění vyhlazovacích táborů na okupovaném polském území

Operace Reinhard (také Operace Reinhardt, německy Aktion Reinhardt nebo Einsatz Reinhardt) představovala kódové označení pro nacistický plán vyvraždit Židy žijící v polském Generálním gouvernementu. Většina badatelů se domnívá, že akce byla pojmenována po hlavním koordinátorovi tzv. konečného řešení Reinhardu Heydrichovi. Korespondence nejvyšších vůdců SS vždy hovoří o akci Reinhardt, zřejmě proto, že takto byl Heydrich pokřtěn.[zdroj?]
Operace začala v březnu 1942 a pro její potřeby byly zřízeny tři vyhlazovací tábory – Belzec, Sobibor a Treblinka – všechny na území, které náleželo do předválečného Polska. Během přibližně jednoho a půl roku, kdy tyto tábory fungovaly, v nich nacisté zavraždili více než 1,5 miliónů Židů a některých dalších etnik (Treblinka asi 700–900 tisíc, Belzec 434–600 tisíc, Sobibor asi 200–250 tisíc). Začátkem roku 1943 přestal fungovat tábor Belzec, který přežili jen dva vězni, a do listopadu 1943 oba zbývající tábory. V Sobiboru a Treblince si vězni využívaní na chod tábora a „zpracování“ transportů uvědomili, že zrušení táborů znamená jejich smrt a povstali. Věděli, jak dopadli vězni z Belzce, kteří byli v souvislosti se zrušením tábora kompletně vyhlazeni. Podařilo se utéct mnoha desítkám z nich (viz Povstání v Treblince, Alexandr Pečerskij). Tábory byly následně zahlazeny a půda oseta či osázena. Operace Reinhard tímto skončila. Většina nacistických účastníků byla poté odvolána do severní Itálie na akce proti partyzánům a Židům. Po válce došlo k několika soudním procesům vůči nacistům a Ukrajincům, kteří se podíleli na zřízení a chodu táborů.

## Vedení táborů
| Vyhlazovací tábor „Aktion Reinhardt“ | Lagerkommandant    | Začátek       | Konec             |
| ------------------------------------ | ------------------ | ------------- | ----------------- |
| Vyhlazovací tábor Belzec             | Christian Wirth    | prosinec 1941 | 31. červenec 1942 |
| Vyhlazovací tábor Belzec             | Gottlieb Hering    | 1. srpen 1942 | prosinec 1942     |
| Vyhlazovací tábor Sobibor            | Richard Thomalla   | březen 1942   | duben 1942        |
| Vyhlazovací tábor Sobibor            | Franz Stangl       | květen 1942   | září 1942         |
| Vyhlazovací tábor Sobibor            | Franz Reichleitner | září 1942     | říjen 1943        |
| Vyhlazovací tábor Treblinka          | Richard Thomalla   | květen 1942   | červen 1942       |
| Vyhlazovací tábor Treblinka          | Irmfried Eberl     | červenec 1942 | září 1942         |
| Vyhlazovací tábor Treblinka          | Franz Stangl       | září 1942     | srpen 1943        |
| Vyhlazovací tábor Treblinka          | Kurt Franz         | srpen 1943    | listopad 1943     |